# فينوفايبرات
فينوفايبرات أحد أدوية تخفيض الكوليسترول التي تنتمي إلى مجموعة الفايبرات.
تم تصنيعه أو مرة من قبل شركة فورنير (Fournier Pharma) عام 1972 تحت اسم ليبانثيل (Lipanthyl)، وهذه الشركة قد استحوذت عليها شركة سولفاي (Solvay) عام 2005 وهذا بالتالي استحوذت عليها شركة آبوت (Abbott Laboratories) عام 2009.

## طريقة عمل الدواء
فينوفايبرات كبقية الفايبرات يقوم بتفعيل مستلمات مولدات بيروكسيسوم الفعالة (PPAR-peroxisome proliferator-activated receptors) (وبالتحديد يؤثر على PPARα) والتي تؤثر على أيض السكريات والدهنيات وتكوين النسيج الدهني.

## فعاليته الدوائية
- يخفض مستوى الكوليسترول.
- يخفض مستوى الدهون الثلاثية.
- يخفض مستوى اللايبوبروتين VLDL.
- يخفض مستوى اللايبوبروتين LDL.
- زيادة لمستوى اللايبوبروتين HDL.

## استخداماته
- أحد أدوية تخفيض الكوليسترول، فهو يؤثر على مستويات الدهون الثلاثية واللايبوبروتين LDL واللايبوبروتين HDL. ويستخدم وحده أو مع دواء من مجموعة ستاتين.
- يستخدم في حالات المتلازمة الأيضية.
- يؤخر ظهور أعراض مضاعفات داء السكري مثل مقاومة الإنسولين.
- له فعالية في تخفيض مستوى حامض اليوريك، لذلك قد يكون فعالا في حالات داء النقرس.
- قد يستخدم كمخفف للزوجة الدم بسبب فعالية في تقليل مستوى فيبرينوجين في الدم.

## الجرعة
الجرعة الدوائية تختلف من منتج إلى آخر ومن بلد إلى آخر، حيث تعتمد الجرعة على المنتج بحد ذاته وقيمة التوافر البيولوجي للدواء.

## الأسماء التجارية
- ترايكور (Tricor) وترايلبكس (Trilipix) - شركة آبوت. ترايكور متوفر بجرعات 48 ملغ و 145 ملغ. أما ترايلبكس فمتوفر بجرعتين طويلتي المفعول هما 45 ملغ و 135 ملغ.
- ليبوفين (Lipofen) - شركة كووا - متوفر بجرعات 50 ملغ و 150 ملغ وكذلك بجرعة 250 ملغ طويلة المفعول.
- لوفيبرا (Lofibra) - شركة تيفا للأدوية، متوفر بجرعات 54 ملغ و 160 ملغ وكذلك منتج بتقنية دقيقة بجرعات 67 ملغ و 134 ملغ و 200 ملغ.
- ليبانثيل (Lipanthyl) وليبيديل (Lipidil) وسوبراليب (Supralip) - شركة سولفاي. ليبانثيل متوفر بجرعات 100 ملغ و 160 ملغ إضافة إلى جرعات منتجة بتقنية دقيقة وهي 200 ملغ و267 ملغ و 300 ملغ. اما ليبيديل فمتوفر بجرعتي 48 ملغ و 145 ملغ إضافة إلى جرعة 160 ملغ طويلة المفعول. سوبراليب (Supralip) متوفر بجرعات 145 ملغ و 160 ملغ و 200 ملغ.
- فينوكور-67 (Fenocor-67) - شركة أوردين
- فينوكال (Fenogal) شركة SMB، متوفر بجرعات 200 ملغ و 267 ملغ.
- أنتارا (Antara) - شركة أوسينت، متوفر بجرعتي 43 ملغ و 130 ملغ.
- كوليب (Golip) - شركة GolgiUSA ن متوفر بجرعات 35 ملغ و 105 ملغ.

## وصلات خارجية
- ترايكور Tricor - الموقع الرسمي
- ترايلبكس (Trilipix) - الموقع الرسمي
- ليبوفين (Lipofen) - الموقع الرسمي
- لوفيبرا (Lofibra) - الموقع الرسمي
- نشرة دوائية حول ليبيديل (Lipidil)
- أنتارا (Antara) - الموقع الرسمي